# 葉山瑶子
葉山 瑶子（はやま ようこ、1966年（昭和41年）1月1日 - ）は、日本のAV女優。

## 略歴
2003年にデビューした熟女系のAV女優である。

## 出演作品

### アダルトビデオ
2003年
- AVじゃない本能のSEX SEXに目覚めた女　（7月25日、グローバルメディアエンタテインメント）
- 初撮り人妻ドキュメント　（8月1日、センタービレッジ）
- 酔いどれ四十路酒　（8月1日、センタービレッジ）
- ザ・面接 10周年記念豪華版 第2弾 みせるで～蒸れた女の性飢汁　（8月11日、アテナ映像）…オムニバス作品、他出演：宮下杏奈・成瀬明日香・市川かいと、豊水ユリコ・小林まき
- 女が淫らになるテープ 14 獣の棲んでる淑女たち　（8月31日、アテナ映像）…オムニバス作品、他出演：赤坂ルナ・石井たかこ
- 中出し熟女　（9月19日、センタービレッジ）
- 寮母がすけべで身がもたない　（9月19日、東京音光）
- 素人マダムズ [LEVEL A] 其の十五　（9月26日、アリスJAPAN）…オムニバス作品、他出演：月野真夜・赤坂ルナ・水野朋美・林貴美子
- 月刊破廉恥! ミセスコレクション　（11月29日、ロイヤル・アート）…オムニバス作品、他出演：保坂美穂・小川英美

2004年
- 人妻乱舞パーティー　（7月30日、ロイヤル・アート）…共演：中島りお・桜井彩・高倉朱々・保坂美穂・松井かすみ・辻美奈代・島野咲・小川英美

2005年
- 熟女たちの痴漢体験スペシャル　（10月25日、レイディックス）…オムニバス作品、他出演：小川英美・河島杏里・竹村早織・月野真夜
- 実録 近親相姦 再現ドラマシリーズ 未亡人 不倫より罪深き誘惑　（10月19日、レイディックス）

2006年
- ザ・面接 VOL.89 スーパースペシャル 熟女の「淫獣」 僕らの「紳士」　（2月11日、アテナ映像）…オムニバス作品、他出演：紫彩乃・柴田ゆな・増尾彩・大友園子・桜井恋
- 美熟女ママと癒し愛 2　（2月20日、ネクストイレブン）…共演：松本亜璃沙
- 奥様欲情日記 そんなに吸ったらダメよ、あ～乳首だけでイッちゃう!　（3月21日、アテナ映像）…オムニバス作品、他出演：山田もえ・山吹梢・武藤杏奈
- 中出し親子物語 し盛りお母さんの肉欲　（4月20日、センタービレッジ）
- 四十路の応募おんな 3　（5月12日、現映社）…オムニバス作品、他出演：水谷マリ
- 四十路母性愛 禁じられた挿入　（5月30日、シネマブライト）
- 全国皆さんカメラの前で近親相姦してみませんか? 2　（10月20日、ドリームステージ）…オムニバス作品、他出演：白鳥美鈴・飯田早弥香・江藤知枝
- 熟女家政婦　（10月20日、ドリームステージ）
- 義母奴隷　（12月13日、溜池ゴロー）
- 熟女の手ほどき　（12月14日、センタービレッジ）
- 募集で来た人妻を 騙して中出し　（12月15日、センタービレッジ）

2007年
- 近親相姦 母子偏愛　（1月25日、マドンナ）
- 瑶子の肉壷　（3月19日、レイディックス）
- くねる熟女と密室デート 3　（7月4日、AVS）
- 実録 近親相姦 事件簿 1　（9月5日、チャンネル・ヴィ）…オムニバス作品、共演：早乙女唯、他出演：小川英美・真島裕美

発売日不明
- 人妻大輪姦　（熟女友禅）
- 人妻専科　（レイディックス）…共演：小川英美・片山立子
- 近親相姦物語 第一章 姉と妹の男狩　（麒麟堂）…共演：中条舞
- 葉山瑶子大全集　（放映出版）
- 近親相姦 中出し親子　（東南西北）
- 叔母さんの童貞狩り　（小林興業）
- 美人妻 愛欲への訪問　（440企画室）

　他多数出演